# Улица Ящука
Улица Ящука (укр. Вулиця Ящука) — улица в Деснянском районе города Чернигова, исторически сложившаяся местность (район) Певцы. Пролегает от улицы Певцы (Ривкина) до улицы Черниговская, далее второй участок — от улицы Черниговская до тупика. 
Нет примыкающих улиц.

## История
Согласно Топографической карте М-36-015, по состоянию местности на 1985 год улица была проложена. Называлась улица Космонавтов — в честь советских космонавтов. Также по названию улицы именовался переулок. 
Переименованы, после вхождения села Певцы в состав города Чернигова, для упорядочивания названий улиц, поскольку в Чернигове уже была улица с данным названием на Бобровицком жилмассиве.
Изначально, в 2009 году городской комиссией по переименованию улиц, улицу рекомендовалось переименовать на улицу Олега Шаповала.
Исходя из предложений комиссии по упорядочиванию наименований улиц по увековечению памяти, 23 ноября 2010 года улица Космонавтов и переулок Космонавтов были объединены в единую улицу с современным названием — в честь Героя Советского Союза, уроженца Чернигова Ростислава Давыдовича Ящука, согласно Решению Черниговского городского совета (городской глава А. В. Соколов) 48 сессии 8 созыва «Про переименование улиц города» («Про перейменування вулиць міста»).

## Застройка
Улица состоит из двух напрямую не связанных участков. Первый участок — бывший переулок Космонавтов — длиной 250 м пролегает от улицы Певцы (Ривкина) на восток вдоль ручья, затем делает поворот на юг до Черниговской. Второй участок — бывшая улица Космонавтов — длиной 360 м от улицы Черниговской в северном направлении, после пересечения ручья делает поворот на запад до тупика.
Парная и непарная стороны улицы заняты усадебной застройкой. Застроена частично. Застройка улицы разделена безымянным ручьём, который впадет в реку Стрижень. 
Учреждения:
1. дом 1 — Черниговская высшая авиационная школа